# La gozadera
«La Gozadera» (terme que en castellà significa «festa» o «bona estona») és una cançó de gènere salsa, interpretada en col·laboració pel duo cubà Gente de Zona i el cantant portorriqueny Marc Anthony, que fa referència a diferents països de l'Amèrica Llatina. Està escrita en castellà pels integrants del duo Gente de Zona, Alexander Delgado Hernández i Randy Malcolm, i per l'artista Arbise González.
Produïda pel compositor Motiff i Sergio George, fou llançada el dia 30 d'abril de 2015 en format de descàrrega digital i promo, sota el segell discogràfic Sony Music Entertainment US Latin LLC. Té una durada total de 3 minuts i 23 segons. El vídeo musical va ser dirigit pel director Alejandro Pérez i gravat a Cuba, mentre que les escenes en les quals apareix Marc Anthony van ser gravades a la República Dominicana.
Des del seu llançament l'abril de 2015, la cançó tingué un èxit considerable a nivell internacional. Fou una de les més descarregades i populars en nombroses plataformes online i el seu videoclip, a data de juny de 2018, compta amb una quantitat de més de 1025 milions de reproduccions a YouTube.